# Leopolda Dostalová
Leopolda Dostalová, křtěná Leopoldina Vilemína Karolína, nesprávně Dostálová, (23. ledna 1879 Praha-Veleslavín – 17. června 1972 Praha) byla přední česká herečka, dlouholetá členka hereckého souboru činohry Národního divadla v Praze, jež vystupovala na prknech Divadla za branou ještě ve svých 92 letech.

## Život

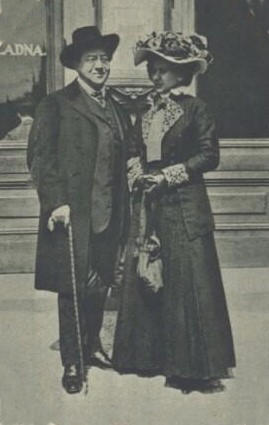
Václav Kliment a Leopolda Dostalová před Národním divadlem (Pestrý týden, nedatováno)

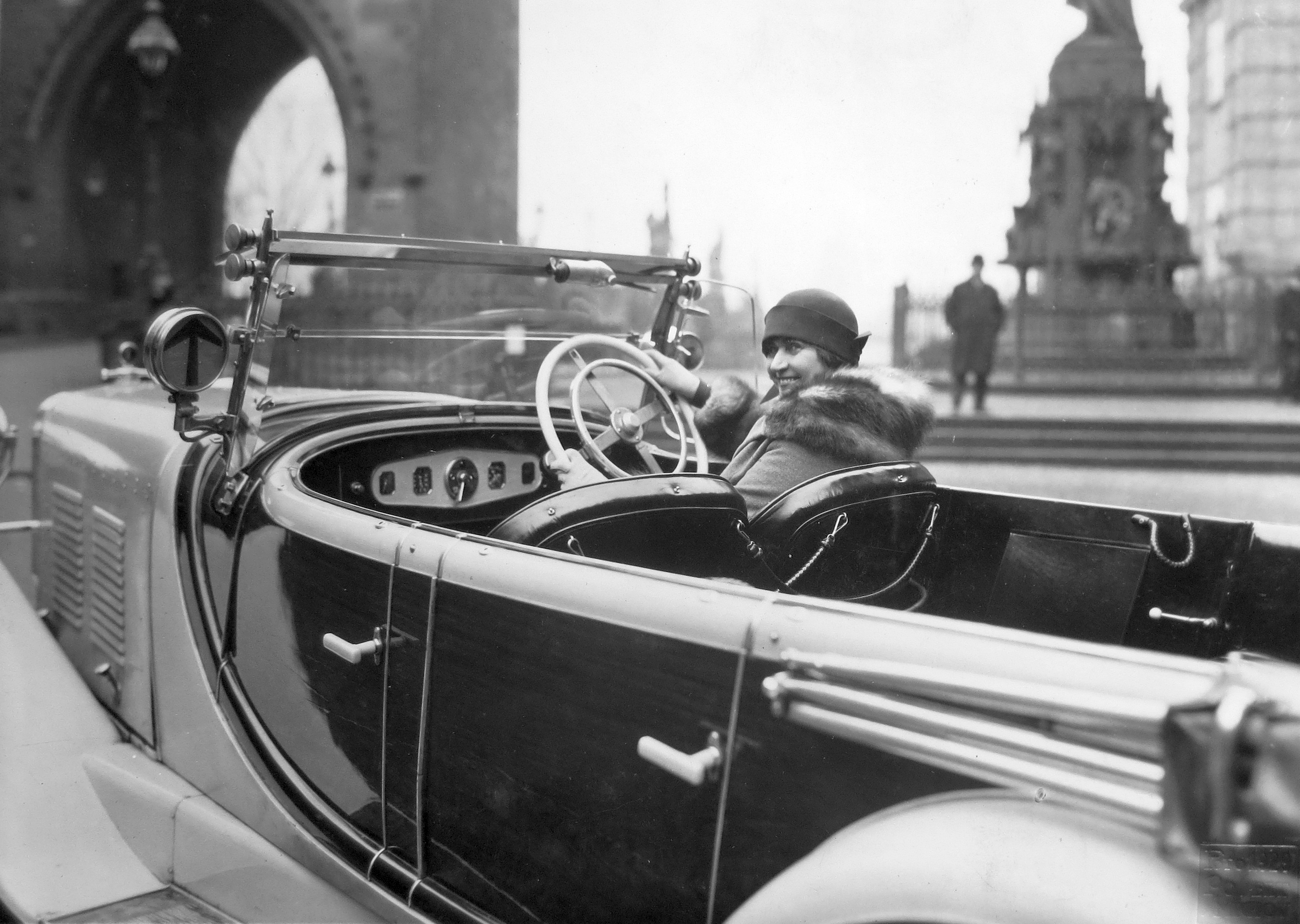
Walter 6 B touring a za volantem Leopolda Dostalová (Pestrý týden č. 16/1929)

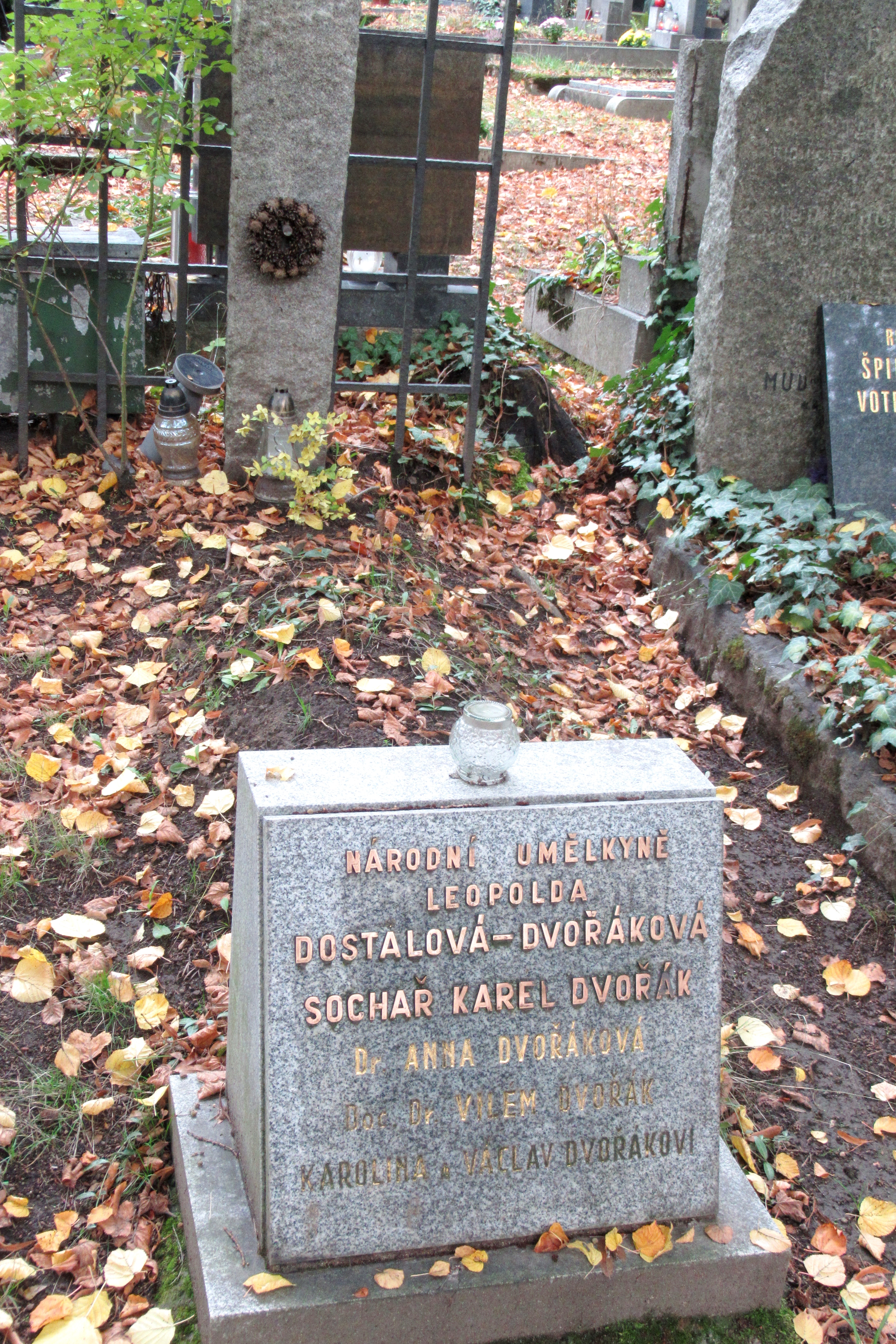
Hrob Leopoldy Dostalové a Karla Dvořáka, Olšanský hřbitov

Narodila se jako čtvrté z jedenácti dětí v rodině statkáře Leopolda Dostala a jeho manželky Marie Anny rozené Kallmünzerové ve Veleslavíně v zámečku, k němuž tehdy patřil statek s hospodářskými budovami a zemědělsky využívanými pozemky. Dětství prožila většinou v rodinné vile „Dostalka“ v Poděbradech (zakoupené kolem roku 1913 architektem Kamilem Hilbertem, posledním stavitelem chrámu sv. Víta v Praze).  Jako ochotnická herečka začínala v Poděbradech, kde její talent objevil režisér Jaroslav Kvapil. Jeho přičiněním začala studovat herectví soukromě u Hany Kvapilové. V roce 1899 vystoupila poprvé na profesionální scéně jako host u ředitele K.Švandy ve smíchovské Aréně . Již v říjnu roku 1901 byla angažována v pražském Národním divadle a s dvojím krátkým přerušením (1920 – 1924 Divadlo na Vinohradech , 1942 – 1945 dočasně penzionována) zde působila jako členka činohry až do roku 1959. I po roce 1959 pohostinsky v ND působila (až do roku 1969) a v letech 1969 až 1971 hrála v Divadle za branou .
Hostovala rovněž v zahraničí (Státní divadlo ve Varšavě – 1912, Záhřeb – 1914, Lublaň – 1929 a 1930).
Karel Čapek napsal svoji Matku údajně právě pro Leopoldu Dostalovou.
Byla druhou manželkou operního pěvce ND Václava Klimenta. Po jeho smrti se v roce 1919 provdala za sochaře Karla Dvořáka. 
Byla z jedenácti dětí. Jejími sourozenci byli například básník, překladatel a režisér Adolf Bohuslav Dostal (1873–1939), manželka bankéře a národohospodáře Jaroslava Preisse Olga Dostalová-Preissová (1876–1921), malířka Marie Dostalová (1877–1903), ing. Vilém Dostal (1881–1917), který zahynul v Rusku, herec, režisér a recitátor Karel Dostal (1884–1966), nadporučík Václav Dostal (1888-1915), zeť francouzského bohemisty Ernsta Denise, malířka a návrhářka (uměleckoprůmyslová výtvarnice) Hana Dostalová (1890–1981) a ředitel Živnostenské banky v Moravské Ostravě Leopold Dostal.
Pohřbena je na pražských Olšanech.

## Divadelní role, výběr
Národní divadlo uvádí ve svém archivu celkem 344 rolí a vystoupení, ve kterých Leopolda Dostalová vystoupila v letech 1883-1969.
Do mnoha her byla obsazována v různých inscenacích, často v různých rolích, např.:
- v Hamletovi hrála třikrát Ofélii (1904/1905, 1915/1916, 1919/1920) a jedenkrát Gertrudu (1926/1929)
- v Maryše představovala dvakrát Maryšu (1900/1901, 1907/1908), jednou Lízalku (1933/1934) a jednou Horačku (1956/1957)
- ve Snu noci svatojánské hrála dvakrát Helenu (1901/1902 a 1907/1908), jednou Oberona (1912/1913) a jednou Královnu Hippolytu (1932/1933)
- v Radúzovi a Mahuleně byla dvakrát Mahulenou (1913/1914 a 1917/1918) a dvakrát Runou (1930/1931 a 1940/1941)

Její první rolí na Národním divadle byla Alžběta v Noci na Karlštejně (1883/1884), poslední Marie Josefa v Domu doni Bernardy Federica Garcia Lorcy (premiéra 1967).
Při své herecké epizodě v Divadle na Vinohradech v letech 1922-1924 ztvárnila Čapkovu Emilii Marty:
- 1922 Karel Čapek: Věc Makropulos, Emilia Marty, j. h., Divadlo na Vinohradech, režie Karel Čapek

V závěru života hrála též v Divadle za branou:
- 1968 Josef Topol: Hodina lásky (teti, režie Otomar Krejča, další role Jan Tříska a Marie Tomášová[13])

## Filmografie
Ve filmu se objevovala spíše v menších rolích.
Filmové role:
- 1968 Ta třetí (matka, režie Jaroslav Balík, hlavní role Václav Voska a Ida Rapaičová)
- 1966 Kinoautomat: Člověk a jeho dům (babička, paní Zemková, režie Ján Roháč, Pavel Juráček a Vladimír Svitáček, hlavní role Miroslav Horníček)
- 1952 Jestřáb kontra Hrdlička (Hermínka, režie Vladimír Kressl)
- 1947 Varúj! (matka, režie Martin Frič)
- 1942 Okouzlená (Hojtašová, režie Otakar Vávra)
- 1940 Pohádka máje (teta Marta, režie Otakar Vávra, hlavní role Nataša Gollová a Svatopluk Beneš)
- 1939 Bílá jachta ve Splitu (hraběnka Kate de Milesi, Kekova matka, režie Ladislav Brom)
- 1939 Kouzelný dům (Hedvika, režie Otakar Vávra, hlavní role Adina Mandlová)
- 1938 Její pastorkyně (kostelnička Buryjovka, režie Miroslav Cikán, hlavní role Marie Glázrová)
- Děvčata, nedejte se! (ředitelka internátu, režie Hugo Haas, hlavní role Hugo Haas a Adina Mandlová)
- 1931 Psohlavci (matka Koziny, režie Svatopluk Innemann)

Televizní inscenace a TV filmy:
- 1970 Honoré de Balzac Honoré de Balzac (role neurčena)
- 1970 Kouzelný dům Kouzelný dům (tetička Hedvika, režie Jaroslav Balík, hlavní role Luděk Munzar a Milena Dvorská)
- 1968 Zločin pátera Amara Zločin pátera Amara (role neurčena, režie Jaroslav Dudek)
- 1967 Lucerna (bába, režie František Filip)
- 1965 Konec velké epochy (důchodkyně, režie Antonín Moskalyk)
- 1965 Neviditelný (role neurčena, režie Jiří Bělka)
- 1960 Lucerna (bába, režie František Filip, hlavní role Vlasta Fialová a Radoslav Brzobohatý)
- 1960 Strýček Váňa (role neurčena, režie Eva Sadková)

## Rozhlasové role, výběr
- 1968 Antonín Přidal: Sudičky (Tereza, režie Josef Henke, hlavní role Zdeněk Štěpánek)
- 1964 William Shakespeare: Richard III. (vévodkyně z Yorku, překlad: Zdeněk Urbánek, rozhlasová úprava a režie: Josef Červinka, král Richard III. Jiří Adamíra)[14]
- 1957 Julius Zeyer, Josef Suk: Radúz a Mahulena (role neurčena, vyšlo na vinylové desce a na CD)
- 1953 Chytrá horákyně (četba pohádky Boženy Němcové)[15]

## Ocenění
- 1924 Státní cena
- 1947 titul národní umělkyně
- 1958 Řád práce

## Citát
| „                      | Byla to aristokratka divadla, aristokratka ducha, chování, všeho. Zrovna tak jako její bratr Karel Dostal. | “ |
| — František Filipovský | |   |